# Ellochotis trophias
Ellochotis trophias är en fjärilsart som beskrevs av Edward Meyrick 1908. Ellochotis trophias ingår i släktet Ellochotis och familjen äkta malar. Inga underarter finns listade i Catalogue of Life.